# Келлі Макґоніґал
Келлі Макґоніґал (англ. Kelly McGonigal; нар. 21 жовтня 1977, Філадельфія, Пенсільванія, США) — американська письменниця, доктор філософії, психолог та професор Стенфордського університету, провідна експертка в галузі вивчення взаємозв'язку між психічним та фізичним станами людини.
Навчальні курси Келлі МакҐоніґал з психології для студентів удостоєні безлічі нагород, включаючи найвищу нагороду Стенфордського університету для викладачів, премію Волтера Гора. Популярні відкриті курси Макґоніґал, у тому числі «Наука сили волі» і «Наука співчуття», розповідають про те, як, використовуючи досягнення психології, зробити людину більш щасливою і успішною.

## Життєпис

### Дитинство та освіта
Келлі Макґоніґал народилася 21 жовтня 1977 року в Філадельфії у сім'ї викладачів, професія яких вплинула на її інтелектуальний розвиток. У Келлі  є сестра-близнюк Джейн. Келлі вивчала масові комунікації в Бостонському університеті. Докторський ступінь із психології отримала у Стенфордському університеті.

### Діяльність
Келлі Макґоніґал викладає психологію та громадський курс в Стенфордському університеті. Консультує широке коло некомерційних організацій та галузей, привносячи засновані на фактичних даних стратегії забезпечення благополуччя на робочому місці, охорони здоров'я, освіти технології та громадську роботу.
На сьогодні Келлі працює консультанткою з психології в "Освітніх ініціативах The New York Times", допомагаючи викладачам усього світу інтерпретувати новини та думки з точки зору психологічної науки. У вільний час Келлі МакҐоніґал пристрасно підтримує порятунок тварин і консультує з питань усиновлення в "Товаристві кращих друзів тварин" як волонтерка.

### Книга «Сила волі»
Келлі МакҐоніґал  практикує медитацію. З 2005 по 2012 рік вона була головною редакторкою рецензованого журналу «Міжнародний журнал йога-терапії» і виступала на підтримку практики йоги та аналогічної усвідомленості, як способу перенаправляти і спрямовувати увагу та розумові ресурси для досягнення бажаних результатів. Обґрунтування було побудовано на дослідженнях впливу медитації на мозок і моделі його виснаження, так званої "силової" теорії самоконтролю, запропонованої командою, очоленою Роєм Баумейстером. Просте резюме МакҐоніґал про теорію самоконтролю: "Самоконтроль – наче м'яз. Коли його неправильно використовувати, він втомлюється".
Будучи авторкою та дослідницею з самоконтролю, Келлі часто посилається на те, як можна побудувати і направляти силу волі. Підкресливши роль методів медитації для боротьби зі стресом, щоб забезпечити кращу роботу в складних умовах, МакҐоніґал дещо змінила свою точку зору в 2013 році й тепер підкреслює ставлення до стресу як до вирішального фактору.
Силу волі Келлі МакҐоніґал визначає як "здатність робити те, що ви дійсно хочете зробити, коли частина вас дійсно не хоче цього робити". Люди відчувають конфлікти між імпульсом і самоконтролем в особистих та соціальних контекстах. Наприклад, спрага солодощів, бажання бути саркастичним або скаржитися, бажання відкладати.
Також Келлі переконана, що практика медитації — ефективний спосіб встановити первинність префронтальної кори, таким чином, дозволяючи зробити вибір більш складним, коли це необхідно для досягнення довгострокової мети. МакҐоніґал стверджує, що здійснення самоконтролю може допомогти створити силу волі таким же чином, як згодом фізичні вправи можуть збільшувати здатність здійснювати.

### Книга «Стрес як друг»
У своєму виступі на TED Global 2013 МакҐоніґал заявила, що вона переглянула свої уявлення про стрес в світлі нового дослідження. Келлі вважає, що вірування щодо стресу, такі ж як і мислення про стрес, негативні, можуть вплинути на здоров'я. Посилаючись на дослідження, у якому говориться, що ті, хто вважає, що стрес для них шкідливий, впливають на очікувану тривалість їх життя. МакҐоніґал підкреслює, що вибір розглядати стресову реакцію як корисну створює "біологію мужності", в той час як спілкування з іншими людьми, що знаходяться в стресі, може створити стійкість. МакҐоніґал стверджувала:"старе розуміння стресу як непотрібного пережитку наших тваринних інстинктів замінюється розумінням того, що стрес насправді робить нас соціально розумними — це те, що дозволяє нам бути повністю людьми".

### Цитати
Мозок сучасної людини влаштований так, що всередині кожного з нас живе кілька особистостей, які змагаються за контроль над думками, почуттями та діями. Кожне таке змагання — боротьба між різними іпостатями нашого "Я".

Межі самоконтролю — це парадокс: ми не можемо контролювати все, однак єдиний спосію зміцнити самоконтроль — розширити його межі. Ми, безперечно, можемо віднайти в собі сили та мотивацію в моменти слабкості, проте краще знайти спосіб допомогти нашим втомленим "Я" зробити правильний вибір.

Навіть найнадійніший інструмент досягнення мети — список важливих справ — може спрацювати проти вас. Складати список справ — це вже таке полегшення, що ми плутаємо задоволення від визначення завдань з реальними зусиллями на їх виконання.

Ми напрочуд швидко починаємо розхвалювати себе за хороші вчинки або саму лише думку про них і не менш швидко виправдовуємо себе за слабкість.

Дивовижно, як сильно на наш мозок впливають цілі, переконання та дії інших людей. Коли ми спілкуємося з іншими чи просто думаємо про них, вони стають ще одним нашим "Я", що бореться за самоконтроль. Але є і зворотній бік: наші власні дії впливають на вчинки безлічі інших людей, і кожне наше рішення може стати для них натхненням чи спокусою.

### Українською мовою
- Келлі Макґоніґал. Сила волі. Шлях до влади над собою. Переклад Ірини Павленко. Видавництво «Наш Формат», 2017. 264 ст. ISBN 978-617-7513-32-1[3]